# Crocodile Dundee 3
Crocodile Dundee 3 (Crocodile Dundee in Los Angeles) è un film del 2000 diretto da Simon Wincer, con Paul Hogan. Il film ha ricevuto durante l'edizione dei Razzie Awards 2001 una nomination come Peggior remake o sequel.
È preceduto da Mr. Crocodile Dundee e da Mr. Crocodile Dundee 2.

## Trama
Mick Dundee e Sue Charlton vivono tranquilli nella sterminata Australia con il figlioletto Micky. Non sono sposati, e lui continua a fare il mestiere di cacciatore di coccodrilli ad uso e consumo dei turisti. Sue riceve dal padre l'incarico di assumere temporaneamente la direzione della redazione californiana del giornale di cui è proprietario. Sue accetta, e tutta la famiglia si trasferisce a Los Angeles.
La donna entra subito nel vivo del lavoro, e comincia ad interessarsi del caso di un produttore cinematografico che continua a girare film che non hanno alcun successo. Recatasi da lui, questi le dice che ha intenzione di costruire una Disneyland in Russia.
Intanto Dundee ha molto tempo libero, va a riprendere il figlio a scuola, cammina con lui, finché non suggerisce a Sue che per quel caso potrebbe essere utile avere una talpa. Detto fatto, Dundee viene assunto come figurante sul set del film in lavorazione.
Grazie alla sua familiarità con gli animali, si mette in evidenza, ottiene altri incarichi e comincia a muoversi per conto proprio. Girando e curiosando, dopo equivoci, contrattempi, errori e nuove prove, la verità viene a galla: il produttore è un trafficante di opere d'arte dall'ex Jugoslavia e tutti i suoi affari sono poco puliti. Dopo aver liberato Sue che era stata presa come ostaggio, Dundee le chiede di sposarlo.
Quando tornano in Australia, la coppia finalmente si unisce in matrimonio. Il figlioletto gli dice che non sa se da grande sarà giornalista o cacciatore. Dundee dichiara che lui personalmente resterà il solito 'Crocodile'.